# Maison Gourgaud
La maison Gourgaud, dite « la Maison Rose », est située place d'Austerlitz sur l'île d'Aix, en France. L'immeuble a été inscrit au titre des monuments historiques en 1931.

## Historique
Le bâtiment est inscrit au titre des monuments historiques par arrêté du 19 mai 1931.